# Juan Marsé
Juan Marsé Carbó (n. 8 ianuarie 1933, Barcelona, Catalonia, Spania – d. 18 iulie 2020, Barcelona, Catalonia, Spania) a fost un romancier, jurnalist și scenarist spaniol. În 2008 a fost distins cu Premiul Cervantes, „echivalentul în limba spaniolă” al Premiului Nobel pentru literatură.

## Biografie
Marsé s-a născut în Barcelona, purtând numele Juan Faneca Roca la naștere. Mama sa a murit în timpul nașterii, fiind adoptat în curând de familia Marsé. La 14 ani a început să publice câteva dintre scrierile sale în revista Insula și într-o revistă de cinema, în timp ce lucra drept ucenic bijutier. Una dintre poveștile sale a câștigat premiul Sésamo, iar în 1958 a publicat primul său roman, Encerrados con un juguete solo, ajuns în faza finală a decernării premiului Biblioteca Breve Seix Barral. 
Ulterior a petrecut doi ani la Paris, lucrând drept „garçon de laboratoare” la Institutul Pasteur, traducând scenarii și predând spaniola. Întors în Spania, a scris Esta cara de la Luna, roman repudiat și niciodată inclus în operele complete. În 1965 a câștigat premiul Biblioteca Breve cu Últimas tardes con Teresa. 
S-a căsătorit cu Joaquina Hoyas și a început să lucreze în publicitate și să scrie dialoguri pentru filme. El a scris La Oscura Historia de la prima Montse, care nu a fost un foarte mare succes, și Si te dicen que CAI, care a fost publicat în Mexic (din cauza cenzurii franciste) și care a câștigat Novel International Prize. 
În 1974 a început o carieră de columnist la revista Por Favor, continuând să scrie pentru industria cinematografică. Romanul său La muchacha de las bragas de oro a câștigat premiul Planeta în 1978, ceea ce l-a făcut cunoscut publicului larg. 
A scris două romane despre Barcelona după războiul civil, Un día volveré și Ronda del Guinardó, urmate de colecția de nuvele Teniente Bravo. 
În anii 90 a primit numeroase premii, printre care premiul Ateneo de Sevilla pentru El amante bilingüe, precum și premiul pentru critică și Aristeion Award pentru El embrujo de Shanghai. În 1997 a fost distins cu premiul Juan Rulfo pentru literatură latino-americană și caraibeană. După șapte ani de tăcere a publicat Rabos de Lagartija, care a câștigat premiul criticii și premiul național pentru narațiune. Marsé a fost câștigătorul premiului Cervantes din 2008, cel mai prestigios premiu pentru literatura de limbă spaniolă. 
MacLehose Press a publicat The Calligraphy of Dreams în 2014. Marsé a murit la 19 iulie 2020.

## Adaptări de film
- The Dark History of Cousin Montse (Jordi Cadena, 1977)
- Girl with the Golden Panties (Vicente Aranda, 1980)
- Last evening with Teresa (Gonzalo Herralde, 1984)
- If you say that I fell (Vicente Aranda, 1989)
- The Bilingual Lover (Vicente Aranda, 1993)
- Domenica (Wilma Labate, 2001) - adaptat de Guinardó Round
- The Shanghai Spell (Fernando Trueba, 2002)
- Lolita's Club (Vicente Aranda, 2007)